# Pitztal
Das Pitztal ist ein etwa 40 km langes, südliches Seitental des Inntals, das bei Imst abzweigt. Es liegt im Bezirk Imst des Bundeslandes Tirol in Österreich. Das Tal wird von der Pitze (auch Pitzbach genannt) durchflossen und liegt vollständig in den Ötztaler Alpen. In dem Tal liegen die Gemeinden Arzl im Pitztal, Wenns, Jerzens und St. Leonhard im Pitztal.

## Geographie

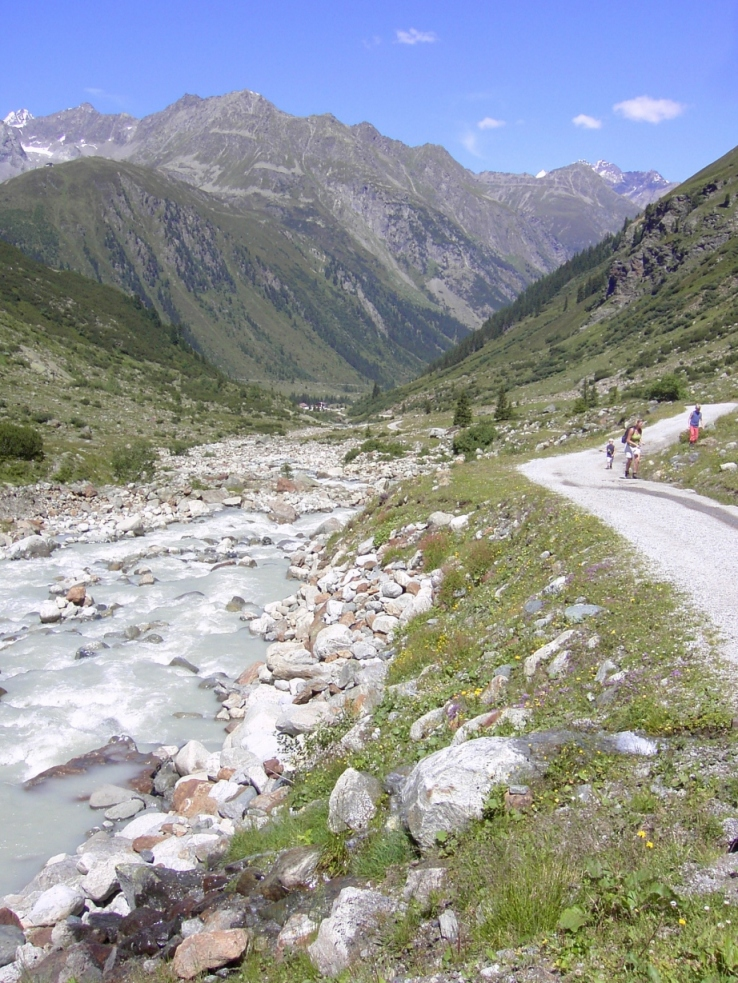
Oberlauf der Pitze

### Lage
Das etwas 40 km lange Pitztal ist ein in Nord-Süd-Richtung verlaufendes Nebental des Inntals, das bei Imst südlich von diesem abzweigt. Es liegt westlich des Ötztals und östlich des Kaunertals, die beide in etwa parallel zum Pitztal verlaufen. Über das Pillertal und die Pillerhöhe existiert eine Verbindung in den obersten Teil des Tiroler Inntales.
Das Tal liegt zur Gänze in den Ötztaler Alpen. Politisch gehört es zum Bezirk Imst. Das Tal wird von der Pitze (auch Pitzbach) durchflossen, diese mündet zwischen Arzl im Pitztal und Karres in den Inn.

### Beschreibung
Der äußere Abschnitt des Pitztal weist ausgeprägte Talterrassen auf und hat dadurch Mittelgebirgscharakter. In diesem Teil des Tals liegen Arzl und Wenns. Die Pitze hat sich darin schluchtartig eingeschnitten und bildet in diesem Abschnitt die Pitzeklamm bevor es bei der Imster Schlucht in den Inn mündet. Diese Schlucht ist an einigen Stellen bis zu 100 m tief.
Weiter südwärts von Jerzen an verengt sich das Tal, der Talboden ist erst im Gebiet von St. Leonhard im inneren Pitztal signifikant ausgebildet. Das Tal verläuft hier zwischen dem Kaunergrat, der im Westen auf etwa 30 km die Grenze zum Kaunertal bildet, und dem Geigenkamm im Osten zum nahezu parallel verlaufenden Ötztal. Das Tal steigt hier gleichmäßig an bis zum Fuß der Wildspitze, die zu den Ötztaler Alpen gerechnet wird. Bei Mittelberg in der Gemeinde St. Leonhard teilt sich das Tal in das Mittelberg- und das Taschachtal. Das äußere Pitztal mit den Orten Arzl, Wald, Wenns und Jerzens bildet hier eher eine Mittelgebirgslandschaft. Am Fuß des Venet bei Wenns zweigt das Pillertal nach Südwesten ab, dieses Gebiet wird auch Wenner Schmalzkessel genannt. Im Talschluss bilden der Mittelbergferner und der Taschachferner ausgedehnte Gletscherflächen an der Wildspitze.
Im Jahr 2024 sind 6.965 ha als Landschaftsschutzgebiete ausgewiesen, 5.803 ha als Ruhegebiete.

### Gemeinden
Das Pitztal gliedert sich in folgende Gemeinden
| Gemeinde                | Einwohner |
| ----------------------- | --------- |
| Arzl im Pitztal         | 3160      |
| Jerzens                 | 904       |
| St. Leonhard im Pitztal | 1442      |
| Wenns                   | 2175      |

Die vier Gemeinden bilden zusammen den Planungsverband Pitztal mit 7694 Einwohnern (Stand 1. Jänner 2025) und einer Fläche von 313 km², davon 26,1 km² Dauersiedlungsraum. Die Bevölkerung ist von 5.127 Bewohnern im Jahr 1961 kontinuierlich gestiegen. Der Zuwachs ist vor allem auf Zuwanderung zurück zuführen, während das Geburten- und Sterbesaldo nur einen geringen Zuwachs aufweist.

### Klima
Das Klima im Pitztal ist typisch für die alpine Lage mit kühlen Sommern und kalten Wintern. Die Lage im Hochgebirge bedingt deutliche Temperaturschwankungen zwischen den Jahreszeiten: im Sommer liegen die Temperaturen bei rund 17 Grad Celsius (abhängig davon auf welcher Höhenlage im Tal), im Winter herrschen harte Minusgrade. Das Wetter im Tal kann unvorhersehbar sein und plötzliche Wetterumschwünge und Temperaturstürze enthalten. Der Niederschlag verteilt sich relativ gleichmäßig über das Jahr, wobei Mai, Juni und Juli die Monate mit den meisten Regen sind. Dies zeigt sich auch in einer grünen Vegetation. Die Sommermonate sind auch die Monate mit den meisten Sonnenstunden.
|                        | Jan   | Feb   | Mär  | Apr  | Mai  | Jun | Jul  | Aug  | Sep  | Okt | Nov  | Dez   |   |      |
| Mittl. Temperatur (°C) | −9,2  | −7,6  | −3,4 | 0,7  | 4,6  | 9,2 | 11,2 | 11,1 | 7    | 2,9 | −3,6 | −8,3  | ⌀ | 1,3  |
| Mittl. Tagesmax. (°C)  | −4,5  | −2,8  | 1,2  | 4,9  | 8,9  | 14  | 16,1 | 16,2 | 12,1 | 8,3 | 1,3  | −3,5  | ⌀ | 6,1  |
| Mittl. Tagesmin. (°C)  | −13,7 | −12,4 | −8,2 | −3,9 | −0,3 | 3,8 | 5,7  | 5,8  | 1,9  | 2,2 | −8,4 | −12,9 | ⌀ | −3,3 |
|                        |       |       |      |      |      |     |      |      |      |     |      |       |   |      |
| Niederschlag (mm)      | 79    | 74    | 94   | 98   | 128  | 152 | 158  | 147  | 106  | 94  | 103  | 87    | Σ | 1320 |
|                        |       |       |      |      |      |     |      |      |      |     |      |       |   |      |
| Sonnenstunden (h/d)    | 4,7   | 5,2   | 6,3  | 7,3  | 7,4  | 8,2 | 8,2  | 7,5  | 6,1  | 5,9 | 4,9  | 4,5   | ⌀ | 6,4  |
|                        |       |       |      |      |      |     |      |      |      |     |      |       |   |      |
| Regentage (d)          | 9     | 9     | 11   | 11   | 13   | 15  | 15   | 13   | 11   | 9   | 10   | 10    | Σ | 136  |
|                        |       |       |      |      |      |     |      |      |      |     |      |       |   |      |
| Luftfeuchtigkeit (%)   | 73    | 73    | 73   | 74   | 79   | 77  | 76   | 77   | 79   | 78  | 78   | 73    | ⌀ | 75,8 |

| −13,7 |

| −12,4 |

| −8,2 |

| −3,9 |

| −0,3 |

| 3,8 |

| 5,7 |

| 5,8 |

| 1,9 |

| 2,2 |

| −8,4 |

| −12,9 |

| −13,7 |

| −12,4 |

| −8,2 |

| −3,9 |

| −0,3 |

| 3,8 |

| 5,7 |

| 5,8 |

| 1,9 |

| 2,2 |

| −8,4 |

| −12,9 |

| N i e d e r s c h l a g | 79  | 74  | 94  | 98  | 128 | 152 | 158 | 147 | 106 | 94  | 103 | 87  |
|                         | Jan | Feb | Mär | Apr | Mai | Jun | Jul | Aug | Sep | Okt | Nov | Dez |

Die Klimatabellen zeigen die Werte gemessen in St. Leonhard. Die meisten Daten wurden von 1991 bis 2021 gemessen, nur die Sonnentage wurden zwischen 1999 und 2019 gemessen.
Das Pitztal ist eine hochgelegene Region, die sich durch ein kalt gemäßigtes Klima mit einer kurzen Vegetationsperiode, hoher Frosthäufigkeit, kühlen Sommernächten und hohen Niederschlagsmengen auszeichnet. Solche relativ empfindlichen Regionen werden durch den Klimawandel mit besonderen Risiken konfrontiert. Mit folgenden Auswirkungen muss gerechnet werden:
- Durch den Temperaturanstieg wird es in Zukunft auch in den Übergangsjahreszeiten (Frühling und Herbst) möglich sein, zu wandern (Verlängerung er Outdoor-Saison).
- Die Vegetationsperiode wird sich zukünftig um rund 4 Wochen verlängern, beinhaltet aber ein steigendes Risiko für Dürren. Dürreereignisse werden zukünftig deutlich häufiger zu erwarten sein.
- Der Niederschlag wird im Jahresmittel tendenziell gleich bleiben, sich aber anders verteilen: lange Dürren werden sich mit Starkregen abwechseln. Auch Gewitter werden häufiger auftreten. Deren Folgen sind Hagel, Hangwässer, Bodenerosion, Massenbewegungen von Erde, Überschwemmungen und Windwurf.
- Die Anzahl der Tage mit Naturschneebedeckung wird markant abnehmen, es muss mit einem Minus von 20 % gerechnet werden.

## Geologie
Bis zur Eiszeit war das vordere Pitztal ein Teil des Inntals, der Inn floss von Prutz über die heutige Piller Höhe weiter. Erst nach der Eiszeit durchbrach der Inn die Enge von Pontlatz bei Landeck in einem neuen Flussbett. Das Pitztal durchschneidet den Gebirgsstock der Ötztaler Alpen, das sogenannte Ötztalkristallin, in seiner Ausbreitung zwischen Wipptal, dem Vinschgau und dem oberen Inntal. Es besteht in diesem Bereich großteils aus Gneisgesteinen, die bei der Alpenbildung aus anderen Gesteinen umgewandelt wurden.
Morphologisch lassen sich drei Hauptabschnitte im Pitztal unterscheiden: der liebliche Talausgang um Arzl-Wenns mit dem sanft ansteigenden Grünland gegen Südwesten zum Piller Sattel, ab dem Talknick gegen Südosten ein enges V-Tal bis etwa zum Ortsteil Zaunhof und eine typische Gletscherformung als U-Tal-Trog.

## Sprache

### Etymologie
Der Name Pitztal leitet sich wahrscheinlich von lat. puteus ab, was so viel wie „Brunnen“ oder „Grube“ bedeutet (woraus sich auch das deutsche Lehnwort Pfütze ableitet). Eine andere Deutung geht vom rätoromanischen Begriff Piz für „spitzer Berggipfel“ aus. Erstmals urkundlich erwähnt wurde der Name als Puzzental 1265 in der Starkenberger Urkunde, der ältesten deutsch geschriebenen Urkunde auf Tiroler Boden.

### Lokaler Dialekt
Das Pitztal gehört dem Bairischen Dialektraum an. Es wurde sprachlich unter anderem vom Inntal stark beeinflusst. Der Pitztaler Dialekt unterscheidet sich etwas von dem des Ötztales. Charakteristisch für das Pitztalerische ist die harte Aussprache der Konsonanten k, ch und ck. Während in den Ötztaler Dialekten die Vorsilbe ge- erhalten geblieben ist, entfällt das e (wie in gmacht, gwesa). Trifft das g auf ein k oder ein h, so wird es wie ein ck ausgesprochen, wie z. B. in kouft (gekauft), kett (gehabt) oder koult (geholt). Es fällt ebenfalls auf, dass im Pitztaler Dialekt viele Vokale noch wie Doppelvokale vor der Monophthongierung gesprochen werden. Beispielsweise wie in den Wörtern guat/guet (gut) oder Riema/Rieme (Riemen). I und e werden nicht wie ein langes ie gesprochen, sondern getrennt.
| itt/itte         | nicht          |
| Rua              | Abhang         |
| gach             | schnell, rasch |
| Ha               | Heu            |
| muana/muane      | meinen         |
| Ärgerti (früher) | Dienstag       |
| Pfinsti (früher) | Donnerstag     |

## Geschichte

### Frühzeit und Antike
1992 wurde ein prähistorisches Heiligtum auf der Pillerhöhe entdeckt, das auf eine Besiedelung des vorderen Pitztals in der Bronzezeit hinweist. Ebenfalls bronzezeitlich dürfte der Schalenstein von Wenns zu datieren sein.
Der erste bekannte Volksstamm waren die Breonen, die zu den Rätern gerechnet werden.
Mit der Eroberung des Alpengebiets durch die Römer 15 v. Chr. kam das Pitztal zur Provinz Rätien. Die entscheidende Besiedelung des Tals erfolgte ab etwa 600 durch die Bajuwaren und wahrscheinlich im geringeren Ausmaß durch die Alemannen, die sich mit der ansässigen Bevölkerung vermischten.

### Mittelalter und Frühe Neuzeit
Seit dem Ende des 6. Jahrhunderts stand das Inntal und das Pitztal unter der Herrschaft des Herzogtums Bayern, im 9. Jahrhundert kam es zum Fränkischen und dann zum Römisch-Deutschen Kaiserreich. 1363 kam das Pitztal mit Tirol zu den Habsburgern. Zwischen dem 11. und dem 14. Jahrhundert wurde durch Brandrodung Weide- und Ackerland geschaffen. Bedeutende Grundherren im Mittelalter waren unter anderem die Edlen von Tarasp im Unterengadin, die Starkenberger und das Stift Stams. Bis zum 14. Jahrhundert wurden in höheren Lagen zwischen 1200 m und 2000 m, in denen nur Viehwirtschaft möglich war, durch die Feudalherren Schwaighöfe gegründet. Der Zins wurde dabei in Naturalien abgeliefert. Später wurden die Höfe zu Almhütten umgewandelt.
Durch die im Tal übliche Erbteilung, bei der jedes Kind einen Erbteil vom Hof erhielt, wurden die Hofeinheiten so zersplittert, dass sie die meist kinderreichen Familien nicht mehr ernähren konnten. Daher mussten sich die Bewohner des Tals im 17. Jahrhundert in Nebenbeschäftigungen einen Verdienst suchen, und im 19. Jahrhundert verdingten sich viele als Saisonarbeiter im Ausland, darunter auch die sogenannten Schwabenkinder.

### 20. Jahrhundert

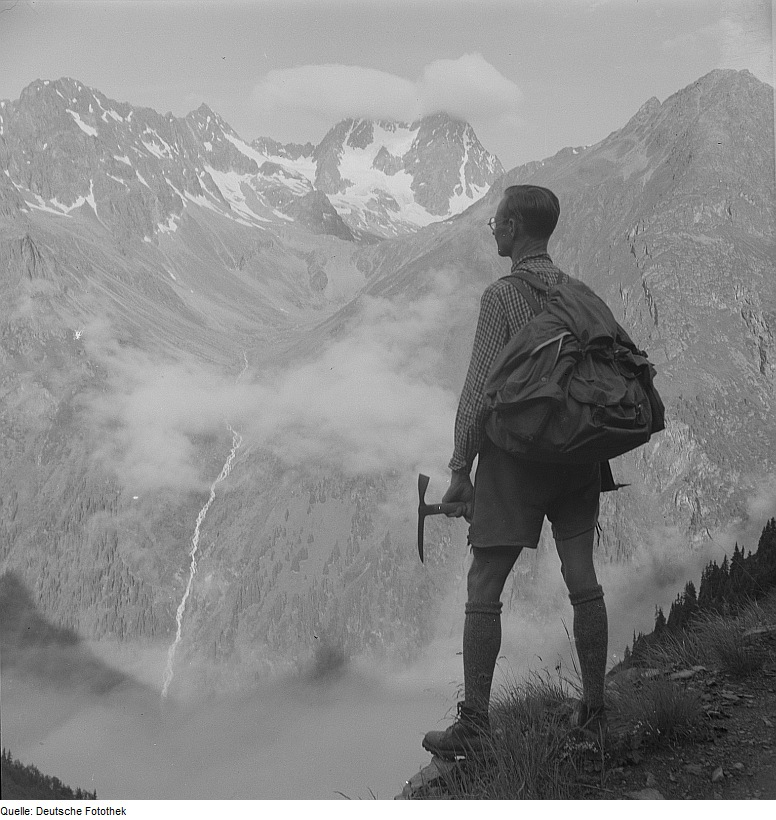
Wanderer am Geigenkamm, gegenüber die Watzespitze

Der im 19. Jahrhundert einsetzende Alpintourismus brachte einen wichtigen Nebenerwerb als Träger, Bergführer und Hüttenwirte der damals neuerrichteten Schutzhütten des Alpenvereins.
In den 1930er Jahren wirkte sich der Rückgang des Viehabsatzes auf den Märkten in Imst und Landeck verheerend aus, dazu kam noch die 1933 von der deutschen Reichsregierung erlassene Tausend-Mark-Sperre, die zu einem massiven Rückgang der Tourismusgäste führte. Nach der Besetzung Österreichs 1938 besserte sich die wirtschaftliche Lage allmählich, doch dann brach der Zweite Weltkrieg aus.
Während des Krieges stürzte ein amerikanischer Bomber (B-17 Flying Fortress) über dem Taschachferner ab; die Wrackteile werden gletscherrückzugbedingt seit einigen Jahren unterhalb des Taschachfernerabbruchs unweit des Taschachhauses freigelegt.
Nach dem Krieg konnte sich im Pitztal, im Gegensatz zu den anderen Tiroler Tälern, noch lange kein Wohlstand durch den Tourismus bilden, erst durch die Initiative des damaligen populären Landeshauptmanns Eduard Wallnöfer und vor allem dem Bau der Pitztaler Gletscherbahn konnten sich die wirtschaftlichen Verhältnisse im Tal bessern. Dies führte auch zu einer deutlich sichtbaren Veränderung der bäuerlichen Kulturlandschaft, sichert aber die Existenz der Bevölkerung und verhindert die Abwanderung. Die Ortsbilder des hinteren Pitztales veränderten sich im Laufe der letzten 20 Jahre völlig, während die weniger vom Tourismus geprägten Ortschaften (z. B. Zaunhof) ihr bergbäuerlich geprägtes Gesicht bewahren konnten. In Zukunft gilt es abzuwägen, wie weit die touristische Erschließung eines Tales gehen kann und soll. Beispiel dafür ist die umstrittene Erschließung des Mittelbergferners für das Skigebiet.

## Wirtschaft
Die ursprünglich agrarisch geprägte Wirtschaft des Pitztals, hat sich seit 1961 stark verändert. Die ehemals dominante Land- und Forstwirtschaft spielt nur noch eine untergeordnete Rolle, während Dienstleistungen und das Bauwesen zu den dominanten Wirtschaftszweigen wurden. Bei den Dienstleistungen hat der Hotel- und Restaurantbetrieb sich vervierfacht, ist aber nicht zu dem dominierenden Wirtschaftszweig aufgestiegen; selbst im Baugewerbe gibt es mehr Beschäftigte. Details sind in der Tabelle angegeben.
| Jahr | gesamt | Land-& Forstwirt. | Gewerbe & Industrie | darunter Bauwesen | Dienstleistungen | darunter Beherbergung & Gastronomie |
| ---- | ------ | ----------------- | ------------------- | ----------------- | ---------------- | ----------------------------------- |
| 1961 | 1826   | 1282              | 243                 | 77                | 301              | 101                                 |
| 1971 | 1043   | 355               | 226                 | 89                | 462              | 156                                 |
| 1981 | 1118   | 126               | 318                 | 78                | 674              | 298                                 |
| 1991 | 1330   | 75                | 300                 | 73                | 955              | 405                                 |
| 2001 | 1431   | 64                | 188                 | 78                | 1179             | 516                                 |
| 2011 | 1690   | 108               | 250                 | 160               | 1332             | 514                                 |
| 2021 | 2227   | 75                | 655                 | 552               | 1497             | 426                                 |
| 2022 | 2263   | 75                | 660                 | 552               | 1528             | 442                                 |

Eine beachtliche Anzahl an Erwerbstätigen pendelt sowohl aus dem Tal hinaus als auch herein. Im Jahr 2022 hatten 2631 Bewohner des Tals einen Arbeitsplatz außerhalb des Tals, während 1054 Erwerbstätige im Tal ihren Wohnsitz nicht im Pitztal haben. Es pendeln damit mehr als doppelt so viele aus dem Tal als in das Tal.

### Tourismus
Der Bau der Pitztalbrücke und der damit verbesserten Anbindung an das Inntal und die Erschließung des Mittelberggletschers im hinteren Pitztal hat den Tourismus im Tal gefördert.
| Jahr | Arzl im Pitztal | Jerzens | Wenns   | St. Leonhard im Pitztal |
| ---- | --------------- | ------- | ------- | ----------------------- |
| 2015 | 110.129         | 219.717 | 121.486 | 513.086                 |
| 2016 | 93.050          | 236.015 | 128.194 | 528.328                 |
| 2017 | 109.890         | 230.617 | 134.078 | 534.934                 |
| 2018 | 118.230         | 236.630 | 138.263 | 517.123                 |
| 2019 | 122.058         | 225.437 | 135.422 | 533.568                 |
| 2020 | 81.298          | 155.988 | 98.083  | 338.377                 |
| 2021 | 60.479          | 89.552  | 76.039  | 258.846                 |
| 2022 | 108.495         | 201.379 | 142.308 | 499.919                 |
| 2023 | 125.827         | 231.859 | 155.137 | 36.010                  |
| 2024 | 132.088         | 244.138 | 158.370 | 544.331                 |

In den Jahren 2020 und 2021 ist die Anzahl der Übernachtungen durch coronabedingte Schließungen gefallen, aber bereits 2022 haben sich die Zahlen wieder erholt. 2023 haben bereits wieder genau soviele Gäste das Pitztal besucht, wie vor Corona.
Der überwiegende Anteil der Gäste in St. Leonhard im Jahr 2024 kam aus Deutschland (65,5 %), aus dem sonstigen Ausland kamen 30,41 % und aus Österreich 4,1 %. Die durchschnittliche Aufenthaltsdauer der Gäste betrug 4 Tage. Die überwiegende Mehrheit aller Gäste ist in Hotels abgestiegen, wobei die relativ meisten Gäste in 5 und 4 Sterne Hotels bevorzugten. Nur eine Minderheit ist in Betrieben mit einem oder zwei Sternen abgestiegen. Übernachtungen in Ferienwohnungen betrugen nur etwa 10 % aller Übernachtungen. Im gesamten Tal stehen rund 5000 Gästebetten zur Verfügung, die meisten Betriebe haben sowohl in der Winter -als auch in der Sommersaison geöffnet.
Die Gemeinden Arzl und Wenns sind eher zweisaisonal ausgerichtet, während in Jerzens und St. Leonhard der Wintertourismus überwiegt. Da der Wintertourismus stärker ausgeprägt ist, sind auch nahezu die Hälfte aller Übernachtungen in St. Leonhard. Bis Mitte der 1980er Jahre war der Sommertourismus stärker als der Wintertourismus, bereits 2001 war der Wintertourismus nahezu doppelt so stark wie der Sommertourismus.

### Land- und Forstwirtschaft
Vor 1960 war die Landwirtschaft der Haupterwerbszweig der Bewohner des Pitztals. Es gab 1960 noch 589 Betriebe mit 1282 Beschäftigten, wobei nur diejenigen Bauern gezählt wurden, die den Hof im Haupterwerb führten. Bis 1999 hat die Anzahl der Betriebe nur geringfügig abgenommen; 1999 gab es noch 445 Höfe im Tal. Die Anzahl der Beschäftigten hatte im gleichen Zeitraum aber massiv abgenommen: bereits 1971 gab es nur noch 355 Bauern im Haupterwerb, 2001 nur noch 64. Das weist darauf hin, dass die meisten Höfe nur noch im Nebenerwerb betrieben werden. Der massive wirtschaftliche Strukturwandel hat sich zwischen 1961 und 1971 ereignet, in diesem Zeitraum wurden die meisten bäuerlichen Betriebe von einem Haupterwerb in einem Nebenerwerb umgewandelt.
Die Auswertung der Betriebe nach Erwerbsart bestätigt dies: 2020 wurden nur noch 52 Betriebe im Haupterwerb geführt, 214 dagegen im Nebenerwerb. Es gab auch 4 Betriebe, die als Personengesellschaft geführt wurden und 17 Betriebe als juristische Person (meist GmbH). Der überwiegende Teil der bäuerlichen Betriebe liegt in einem Bereich, indem die Landwirtschaft nur unter verschärften Bedingungen möglich ist: 171 der Betriebe liegen in Zonen mit hoher und höchster Erschwernis.
Der Schwerpunkt der landwirtschaftlichen Produktion liegt mit Ausnahme von Arzl weitgehend in der Viehwirtschaft und hier wiederum in der Erzeugung von Zuchtvieh. In letzter Zeit kam es zu einer Zunahme der Schafhalter. Die Almwirtschaft ist von großer Bedeutung. War sie ursprünglich nur eine Erweiterung der begrenzten Futterflächen für das Vieh, erhält sie heute das Landschaftsbild, schützt vor Erosionen und bietet mit der Bewirtschaftung von Almhütten auch einen Verkauf der hochwertigen Produkte.

## Verkehr

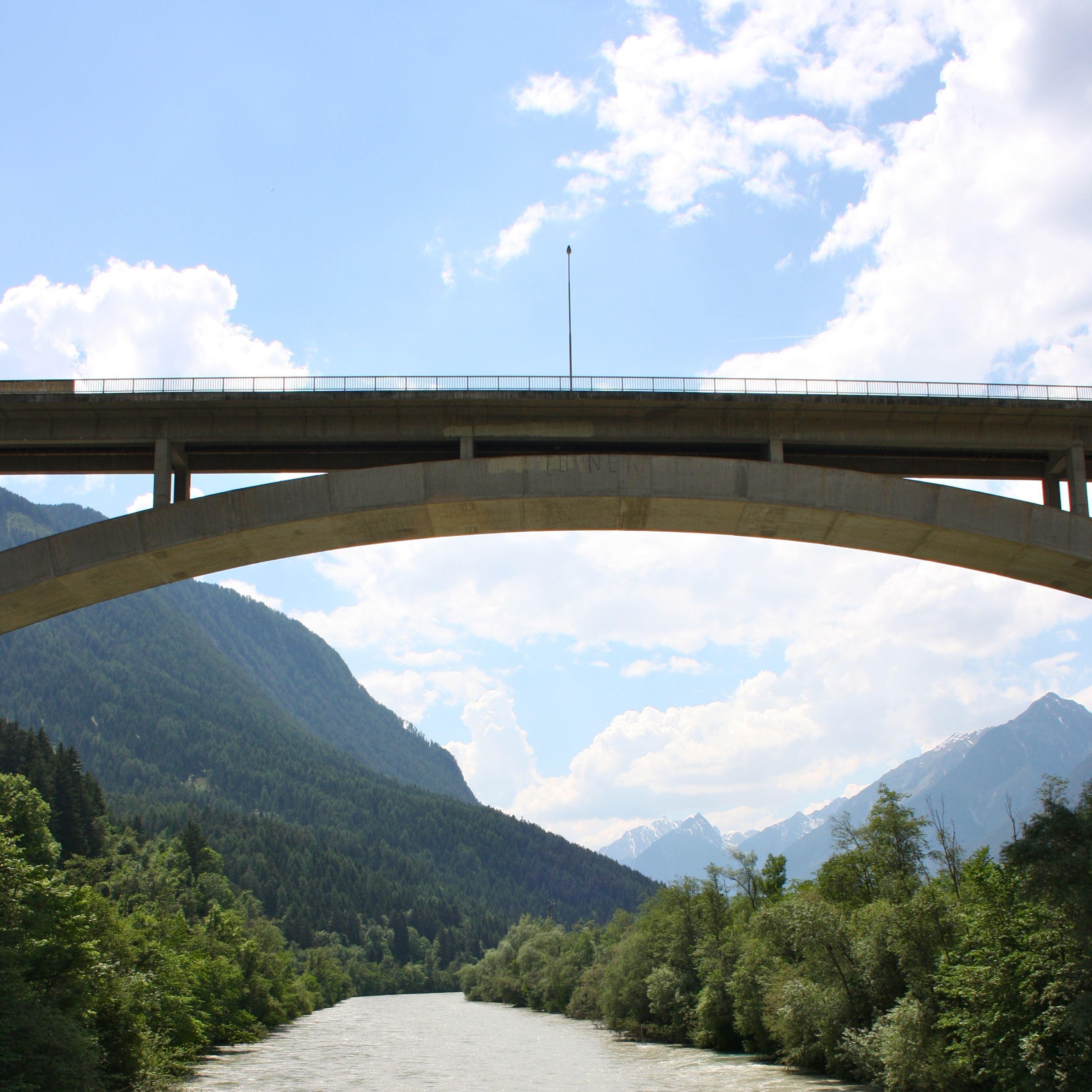
Pitztalbrücke

Das Pitztal ist über die Inntalautobahn und den Bahnhof Imst-Pitztal der Arlbergbahn an das Verkehrsnetz angeschlossen. Von hier führt die Pitztaler Landesstraße über die 1983 eröffnete Pitztalbrücke über den Inn nach Mittelberg und überwindet dabei einen Höhenunterschied von etwa 1000 m. Mehrere seit 1982 errichtete Galerien bieten Schutz vor Lawinen. In Wenns zweigt eine Straße zur Piller Höhe weiter nach Fließ und Kaunerberg/Kauns.
Vom Bahnhof Imst-Pitztal wird ein Überlandbusverkehr (Postbus) angeboten.

## Alpinismus und Bergsport
Das Pitztal ist durch seine Lage am Rande des Alpenhauptkamms, seinen Bergen und seiner touristischen Infrastruktur im Tal sowohl im Sommer wie im Winter für Alpinismus und Bergsport interessant. Bis etwa Mitte der 1980er Jahre waren die sommerlichen Sportaktivitäten mehr gefragt, mit dem Ausbau der Skigebiete im hinteren Pitztal hat das Skilaufen stark zugenommen. Seit etwa 2010 sind wieder mehr Sportler auch im Sommer im Pitztal aktiv und die Nächtigungszahlen im Sommer haben sich auf hohen Niveau stabilisiert.

### Wandern
Seit etwa den Nuller-Jahren wird Wandern wieder beliebter. Das Pitztal bietet für Wanderer sowohl gemütliche Familienwanderungen mit geringer Schwierigkeit als auch sehr anspruchsvolle Wanderungen. Touren sind auch mit Seilbahnunterstützung möglich, einige Seilbahnen sind auch im Sommer im Betrieb. So gibt es eine Rundtour durch den Zirbenpark, eine leichte gemütliche Wanderung für Familien mit Informationen über die Baumart Zirbe, die von der Mittelstation der Seilbahn Hochzeigerbahn beginnt. Etliche Schutzhütten im Gebiet bieten sich als Ziel und Jausenstation an, wie z. B. die Braunschweigerhütte, die Riffelseehütte oder das Taschachhaus. Im Pitztal sind auch einige Winterwanderungen möglich, diese sind ausgeschildert. Es gibt auch rund 80 km Routen mit Schneeschuhen, bzw. Kombination von Wandern mit Schneeschuhen.

### Klettersteige
Das Pitztal bietet Stand 2024 in zwei Gebieten Klettersteige. Da der Andrang zunimmt werden diese zunehmend ausgebaut.
Über dem Ort Arzl im Pitztal gibt es in der Steinwand einen Klettersteig mit mehreren Variationen, dieser liegt auf 960 m Höhe und ist deshalb auch früh und spät im Jahr möglich. Die Steinwand ist vom Ort leicht zu erkennen, der Einstieg in etwa 10 Minuten zu erreichen. Der leichteste Anstieg mit einer Schwierigkeit von maximal B führt rechts durch die Steinwand. Links durch die Steinwand gibt es einen Anstieg der deutlich anspruchsvoller ist (Schwierigkeit C und D+) und +über natürliche Formationen wie Bänder, Stufen und Platten führt. Für beide Variationen sind etwa 100 Höhenmeter zu überwinden und es werden rund 1,5 bis 2 Stunden für den Aufstieg benötigt. Der Abstieg erfolgt über einen Wanderweg nach Arzl zurück.
Das zweite Gebiet mit Klettersteigen ist am Pitztaler Gletscher in 1900 m Höhe und damit besonders für heiße Tage im Sommer zu empfehlen. In diesem Gebiet gibt es vier verschiedene Klettersteige. Der Erlebnisklettersteig ist der einfachste und auch für Kinder ab 10 Jahren geeignet. Dieser hat die maximale Schwierigkeit B+ und ist 220 m lang. Der Murmeltier-Klettersteig wird in mehreren Stufen anspruchsvoll bis zu einer Schwierigkeit C. Zwischen Erlebnis und Murmeltier Klettersteig befindet sich der Gamssteig-Variante, diese weist bereits eine Schwierigkeit von D- auf und ist nur für Erfahrene passend. Die Steinbock-Route führt über die grauen und roten Platten und kommt gänzlich ohne Tritthilfen aus. Daher ist sie Experten vorbehalten; sie weist eine Schwierigkeit von D+ auf und ist 300 m lang.

### Klettern
Im Pitztal gibt es insgesamt fünf Klettergebiete mit unterschiedlichen Kletterrouten in allen Schwierigkeiten (Stand 2025). Diese sind meist eher kurze Einseillängenrouten, längere Touren gibt es nur wenige. Der Plangeross Hexenkessel bietet steile Routen vor allem in den oberen Schwierigkeitsgraden, während der Klettergarten an der Kaunergrat Hütte eher Anfängern vorbehalten ist. Klettern mit Gletscherblick bei moderaten Schwierigkeiten ist im Klettergebiet Gletscherstube möglich, während die Gletscherstube Wasserfall auch einige Routen mit mehren Seillängen bietet.

### Skilanglauf
Im Pitztal werden im Winter rund 108 km Loipen präpariert, diese haben unterschiedliche Längen und Schwierigkeitsgrade. Es gibt auch eine beleuchtete Nachtloipe in Stillebach und ab Herbst 2025 eine Snowfarming Loipe in Mandarfen.

### Skigebiete

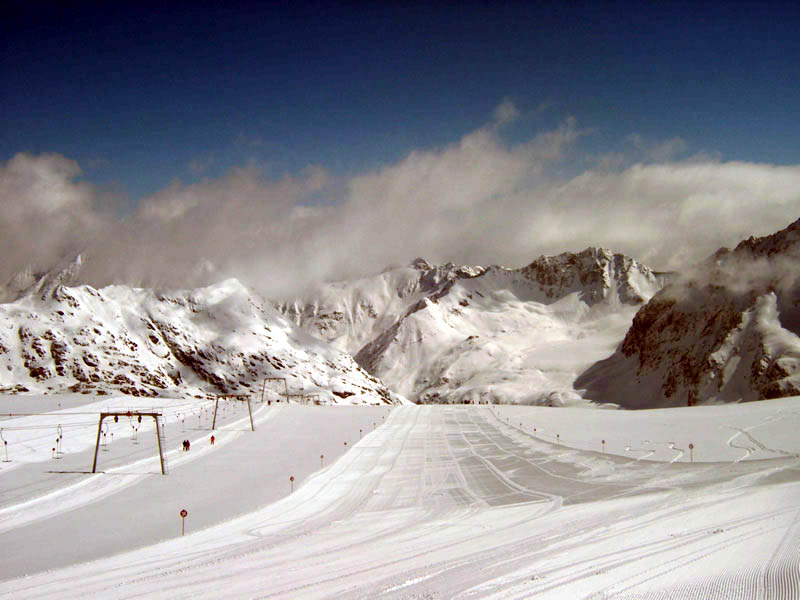
Gletscherskigebiet am Mittelbergferner, Hinteres Pitztal

Im Pitztal liegt das Skigebiet Pitztaler Gletscher-Rifflsee. Es ist eines der höchstgelegenen Skigebiete Österreichs und erstreckt sich bis auf 3.440 m Seehöhe und wurde 1983 in Betrieb genommen. Große Teile des Skigebiets liegen auf einem Gletscher, insbesondere auf dem Pitztaler Gletscher und dem Taschachferner. Es gibt einen Funpark und eine Halfpipe, genauso wie eine lange Talabfahrt. Insgesamt verfügt das Skigebiet über 40,6 km Piste, davon 33 % einfach, 51 % mittelschwer, 16 % schwer und 7 % Skirouten. Eine Standseilbahn, die Wildspitzbahn, fährt bis zum Hinteren Brunnenkogel. Darüber hinaus gibt es noch drei Gondelbahnen, vier Sessellifte, drei Förderbänder und einen Schlepplift (alles Stand 2025).
Der Ausbau der Skigebiete am Gletscher wird wegen der notwendigen Wintersportinfrastruktur und die damit verbundenen baulichen Maßnahmen auch kritisch gesehen, da diese gravierende Eingriffe in die hochalpine Landschaft und das sensible Gletscher-Ökosystem bewirken. Am 12. April 2005 wurde der Gletscherschutz in bestehenden Gletscherschutzgebieten im Tiroler Naturschutzgesetz aufgeweicht. Trotz eines bereits großen verbauten Gebietes sollte dieses nochmals ausgebaut werden und eine Verbindung zum Skigebiet im Ötztal hergestellt werden. Dazu sind seitens der Projektbetreiber seit 2015 mehrere Anträge eingereicht worden und am 30. Mai 2016 auch ein Umweltverträglichkeitsgutachten erstellt worden. Dieses besagte, dass das Großprojekt sich untragbar auf das Landschaftsbild und den Erholungswert auswirken und zudem Tiere und Pflanzen wesentlich beeinträchtigen würde. Darauf wurde im Juli 2022 eine Volksbefragung im Tal angesetzt, diese ergab eine knappe Ablehnung des Vorhaben durch die örtliche Bevölkerung. Obwohl sich der Gemeinderat für das Vorhaben ausgesprochen hatte, sagten die Pitztaler Gletscherbahnen das Vorhaben darauf ab. Im August 2023 wurde bekannt, dass neuerlich eine wesentliche Erweitung geplant ist.

### Marathon
Seit 2013 wird Mitte Juli der Salomon Pitz Alpine Glacier Trail ausgetragen. Dieser Berglauf bietet neun verschiedene Distanzen und ist mit der maximalen Streckenlänge von rund 103 Kilometer und rund ca. 6500 Höhenmetern der höchste Bergmarathon in den Alpen und einer der anspruchsvollsten in Europa. Zudem gibt es seit 2006 im Juli den Gletschermarathon, der am Fuße des Gletschers bei der Talstation der Rifflsee Bergbahn in Mandarfen startet und bei der Grube Arena in Arzl endet. Dieser wird über drei Distanzen angeboten.